# Le Garçon au landau
 (janvier 2016).
Si vous disposez d'ouvrages ou d'articles de référence ou si vous connaissez des sites web de qualité traitant du thème abordé ici, merci de compléter l'article en donnant les références utiles à sa vérifiabilité et en les liant à la section « Notes et références ».
Le Garçon au landau (titre original en anglais, Boy with Baby Carriage) est une illustration de couverture de magazine de Norman Rockwell, peinte à l'huile sur toile pour le Saturday Evening Post du 20 mai 1916.

## L'œuvre
Au centre, on peut voir un garçon tenant un landau, qui ne semble visiblement pas content, vu l'expression de son visage. Derrière lui, à gauche, se trouvent deux autres garçons qui se moquent de lui. Dans le landau, on peut distinguer le bonnet d'un bébé. Les couleurs principales de ce tableau sont le gris, le rouge et le noir. On peut remarquer la signature du dessinateur en bas à gauche de la toile. Le "garçon au landau" semble plus distingué que les deux autres : en effet, il est mieux habillé, avec une tenue pouvant faire penser à celle d'un adulte (accompagnée d'une chemise et d'une cravate)